# Johnny Hallyday
Johnny Hallyday, född Jean-Philippe Smet den 15 juni 1943 i Paris, död 5 december 2017 i Marnes-la-Coquette utanför Paris, var en fransk skådespelare och rocksångare.

## Biografi
Hallyday hade en fransk mor och en belgisk far. Som ung på 1960-talet körde han svarttaxi i Paris. Han inledde sin karriär som sångare med att framföra franskspråkiga versioner av amerikanska  rockhits, likt många andra på den tiden med likaledes amerikanskklingande artistnamn. Han var aktiv artist i 50 år och sålde över 60 miljoner skivor enbart i Frankrike, bland annat Que je t'aime, Le bon temps de rock 'n roll, Un jour viendra och Gabrielle.
Under hans sista år väckte Hallyday uppseende efter att officiellt ha flyttat och folkbokfört sig i Schweiz för att undvika fransk skatt. Han gav Nicolas Sarkozy sitt stöd i franska presidentvalet 2007. Hallyday uppträdde 2006 på det högerorienterade partiet UMP:s sommarmöte och stödde där Sarkozy som presidentkandidat. Han klargjorde senare att han stött personlige vännen Sarkozy snarare än partiet. Som orsak till sitt val av parti sade han: "jag vill inte vara vänster för att det känns bra att som kulturperson vara vänster; jag är höger för att jag tror det är bra för Frankrike".[källa behövs]
Han hade en son med sångerskan Sylvie Vartan, som han var gift med 1965–1980, och en dotter med skådespelerskan Nathalie Baye som han levde tillsammans med 1982–1986. Han var gift med Læticia Boudou sedan 1996. De adopterade två döttrar från Vietnam: Jade, född 3 augusti 2004, och Joy, född 27 juli 2008. Sonen är gift med en dotter till den monegaskiske fastighetsmagnaten Michel Pastor.

## Studio- och livealbum
| År   | Album                                                       | Topplacering | Topplacering | Topplacering |
| År   | Album                                                       | FR           | BEL (Wa)     | SWI          |
| ---- | ----------------------------------------------------------- | ------------ | ------------ | ------------ |
| 1961 | Nous les gars, nous les filles                              | 25           |              |              |
| 1961 | Salut les copains                                           | 20           |              |              |
| 1962 | Sings America's Rockin' Hits                                | 20           |              |              |
| 1962 | Johnny à l'Olympia (Olympia 62)                             | –            |              |              |
| 1963 | Les Bras en croix                                           | 45           |              |              |
| 1964 | Johnny Hallyday Olympia 64                                  | 55           |              |              |
| 1964 | Johnny, reviens ! Les Rocks les plus terribles (Olympia 62) | 31           |              |              |
| 1966 | Hallelujah                                                  | 39           |              |              |
| 1966 | Johnny chante Hallyday (Olympia 62)                         | –            |              |              |
| 1966 | La Génération perdue                                        | 18           | 19           | 97           |
| 1967 | Olympia 67                                                  | 15           |              |              |
| 1967 | Johnny 67 (Olympia 62)                                      | 15           |              |              |
| 1967 | Johnny au Palais des sports                                 | –            |              |              |
| 1968 | Jeune homme                                                 | 1            |              |              |
| 1968 | Rêve et amour                                               | 1            |              |              |
| 1969 | Rivière... ouvre ton lit (aka Je suis né dans la rue)       | 1            |              |              |
| 1969 | Que je t'aime - Palais des congres 69                       | 1            |              |              |
| 1970 | Vie                                                         | 2            |              |              |
| 1971 | Flagrant délit                                              | 1            |              |              |
| 1971 | Live at the Palais des sports (Palais des Sports 1971)      | –            |              |              |
| 1972 | Country, Folk, Rock                                         | 2            |              |              |
| 1973 | Insolitudes                                                 | 1            |              |              |
| 1974 | Je t'aime, je t'aime, je t'aime                             | 1            |              |              |
| 1974 | Rock'n'Slow                                                 | 2            |              |              |
| 1975 | Rock à Memphis                                              | 1            |              |              |
| 1975 | La Terre promise                                            | 1            |              |              |
| 1976 | Derrière l'amour                                            | 1            |              |              |
| 1976 | Johnny Hallyday Story - Palais des sports                   | –            |              |              |
| 1976 | Hamlet                                                      | 5            |              |              |
| 1977 | C'est la vie                                                | 5            |              |              |
| 1978 | Solitudes à deux                                            | 1            |              |              |
| 1979 | Hollywood                                                   | 2            |              |              |
| 1979 | Pavillon de Paris: Porte de Pantin                          | 2            |              |              |
| 1980 | À partir de maintenant                                      | 7            |              |              |
| 1981 | En pièces détachées                                         | 2            |              |              |
| 1981 | Live                                                        | 2            |              |              |
| 1981 | Pas facile                                                  | 2            |              |              |
| 1982 | Quelque part un aigle                                       | 3            |              |              |
| 1982 | La Peur                                                     | 2            |              |              |
| 1982 | Palais Des Sports 82                                        | 4            |              |              |
| 1983 | Entre violence et violon                                    | 3            |              |              |
| 1983 | En V.O.                                                     | –            |              |              |
| 1984 | Hallyday 84: Nashville en Direct                            | 3            |              |              |
| 1984 | Drôle de métier                                             | –            |              |              |
| 1984 | Spécial Enfants du Rock                                     | –            |              |              |
| 1984 | Johnny Hallyday au Zénith                                   | 2            |              |              |
| 1985 | Rock'n'Roll Attitude                                        | 2            |              |              |
| 1986 | Gang                                                        | 5            |              |              |
| 1988 | Johnny à Bercy                                              | 1            |              |              |
| 1988 | Live at Montreux                                            | 1            | 1            | 4            |
| 1989 | Cadillac                                                    | 1            |              |              |
| 1991 | Ça ne change pas un homme                                   | 3            |              |              |
| 1993 | Bercy 92                                                    | 2            |              |              |
| 1993 | Parc des Princes 1993                                       | 1            |              |              |
| 1994 | Rough Town                                                  | 1            | 4            | 5            |
| 1994 | À La Cigale (live 1994)                                     | –            |              |              |
| 1995 | Lorada                                                      | 2            | 3            | –            |
| 1996 | Lorada Tour                                                 | 1            | 6            | –            |
| 1996 | Destination Vegas                                           | 4            | 16           | –            |
| 1996 | Live at the Aladdin Theatre (Las Vegas 1996)                | –            | –            | –            |
| 1998 | Ce que je sais                                              | 2            | 2            | 38           |
| 1998 | Stade de France 98 Johnny allume le feu                     | 2            | 9            | –            |
| 1999 | Sang pour sang                                              | 1            | 1            | 47           |
| 2000 | 100 % Johnny : Live à la Tour Eiffel                        | 1            | 1            | 12           |
| 2000 | Olympia 2000                                                | 8            | 39           | 82           |
| 2002 | À la vie, à la mort !                                       | 1            | 1            | 2            |
| 2003 | Parc des Princes 2003                                       | 1            | 5            | 40           |
| 2005 | Ma Vérité                                                   | 1            | 1            | 5            |
| 2006 | Flashback Tour: Palais des sports 2006                      | 1            | 1            | 9            |
| 2007 | La Cigale : 12-17 décembre 2006                             | 1            | 9            | 29           |
| 2007 | Le Cœur d'un homme                                          | 1            | 1            | 4            |
| 2008 | Ça ne finira jamais                                         | 1            | 1            | 4            |
| 2009 | Tour 66 : stade de France 2009                              | 1            | 1            | 25           |
| 2011 | Jamais seul                                                 | 1            | 1            | 3            |
| 2012 | L'attente                                                   | 1            | 1            | –            |
| 2013 | On Stage                                                    | 3            | 2            | 25           |
| 2013 | Born Rocker Tour                                            | 1            |              |              |
| 2014 | Rester vivant                                               | 1            | 1            | 5            |
| 2015 | De L'Amour                                                  | 1            | 1            | 4            |

## LP-skivor (1960–1964)
| År   | Album                                                  | Topplacering |
| År   | Album                                                  | FR           |
| ---- | ------------------------------------------------------ | ------------ |
| 1960 | Hello Johnny                                           | 58           |
| 1961 | Johnny Hallyday et ses fans au festival de Rock'n'Roll | –            |
| 1961 | Tête à tête avec Johnny Hallyday                       | 64           |
| 1961 | Viens danser le twist                                  | 10           |
| 1962 | Retiens la nuit                                        | 10           |
| 1962 | Madison Twist                                          | 10           |
| 1963 | L'Idole des jeunes                                     | 48           |
| 1963 | Da dou ron ron                                         | 56           |
| 1963 | D'où viens-tu Johnny?                                  | 43           |
| 1964 | Les guitares jouent                                    | 80           |
| 1964 | Le pénitencier                                         | 52           |

## Outgivna livealbum
- 2011: Johnny Hallyday 1960: À la Roche-Migennes (RDM Édition)
- 2011: Live à l'Olympia: 1965 / 1966 (Universal)
- 2012: Johnny Hallyday à l'Olympia (Vogue Olympia 1961)
- 2012: Live Grenoble 1968 (Universal)
- 2012: Live Olympia 1973 (Universal)
- 2012: Festival Mondial de Rock'n'Roll 1961

## Album på andra språk
- 1976: In Italiano
- 1982: Black es noir

## Samlingsalbum
| År   | Titel                                                          | Topplacering | Topplacering | Topplacering |
| År   | Titel                                                          | FR           | BEL (Wa)     |              |
| ---- | -------------------------------------------------------------- | ------------ | ------------ | ------------ |
| 1970 | Dix ans de ma vie                                              |              |              |              |
| 1982 | Le Cube (Box, 40 LP-skivor)                                    |              |              |              |
| 1982 | (premières chansons) Version 82                                | 3            |              |              |
| 1990 | Nashville session 62                                           |              |              |              |
| 1993 | Collection Hallyday (Box, 40 skivor)                           |              |              |              |
| 2006 | Les 100 plus belles chansons                                   |              |              |              |
| 2007 | Go, Johnny, Go                                                 |              |              |              |
| 2009 | Faces à faces                                                  |              |              |              |
| 2010 | Le roi de France 1966-1969                                     |              |              |              |
| 2010 | Best of 70e anniversaire                                       | 8            | 8            |              |
| 2011 | 50 standards                                                   | 26           | 29           |              |
| 2012 | History                                                        | 69           |              |              |
| 2012 | Hit box                                                        | 188          |              |              |
| 2014 | Salut les copains - Vol. 1 / 1960-1965                         | 182          |              |              |
| 2014 | Salut les copains - Vol. 2 / 1966-1969                         | 197          |              |              |
| 2014 | Double Best Of                                                 | 178          |              |              |
| 2014 | Johnny History - Rhythm'n'Blues                                | 151          |              |              |
| 2014 | Les Vieilles Canailles (med Jacques Dutronc och Eddy Mitchell) | 9            | 21           |              |
| 2014 | 2007-2012 Albums Studio Warner                                 | 138          |              |              |
| 2014 | Les 100 Plus Belles Chansons                                   | 157          |              |              |
| 2015 | Johnny chante en Italien et Espagnol                           | 133          |              |              |

## Singlar
| År   | Titel                                                            | Topplacering | Topplacering  |
| År   | Titel                                                            | FR           | BEL (Wa)      |
| ---- | ---------------------------------------------------------------- | ------------ | ------------- |
| 1984 | "Rien à personne"                                                | 19           |               |
| 1985 | "Le chanteur abandonné"                                          | 13           |               |
| 1985 | "Quelque chose de Tennessee"                                     | 10           |               |
| 1986 | "Aimer vivre"                                                    | 28           |               |
| 1986 | "Je t'attends"                                                   | 23           |               |
| 1987 | "J'oublierai ton nom" (duett med Carmel)                         | 7            |               |
| 1987 | "Je te promets"                                                  | 5            |               |
| 1987 | "Laura"                                                          | 5            |               |
| 1988 | "L'envie" (en concert à Bercy) live                              | 15           |               |
| 1988 | "Que je t'aime" (en concert à Bercy) live                        | 31           |               |
| 1989 | "Mirador"                                                        | 3            |               |
| 1989 | "Si j'étais moi"                                                 | 25           |               |
| 1990 | "Les vautours..."                                                | 30           |               |
| 1990 | "Himalaya"                                                       | 30           |               |
| 1990 | "Cadilac"                                                        | 39           |               |
| 1991 | "Je ne suis pas un héros" [Bercy 90] (live)                      | 18           |               |
| 1991 | "Diego, libre dans sa tête"                                      | 10           |               |
| 1991 | "Ça ne change pas un homme"                                      | 7            |               |
| 1992 | "Dans un an ou un jour"                                          | 7            |               |
| 1992 | "Et puis je sais"                                                | 16           |               |
| 1992 | "True to You"                                                    | 18           |               |
| 1992 | "Laisse les filles"                                              | 39           |               |
| 1993 | "La guitare fait mal" (Bercy-Tour 92) live                       | 33           |               |
| 1993 | "Je veux te graver dans ma vie" (Live)                           | 16           |               |
| 1993 | "Je serai là"                                                    | 8            |               |
| 1993 | "Requiem pour un fou" [Parc des Princes 1993] (live)             | 28           |               |
| 1994 | "I Wanna Make Love To You"                                       | 18           |               |
| 1995 | "Love Affair" (feat. Kathy Mattea)                               | 35           |               |
| 1995 | "J'la croise tous les matins"                                    | 7            | 21            |
| 1995 | "Ne m'oublie pas"                                                | 18           | 18            |
| 1995 | "Quand le masque tombe"                                          | 22           | –             |
| 1996 | "Rester libre"                                                   | 28           | –             |
| 1996 | "L'hymne à l'amour"                                              | 5            | 5             |
| 1996 | "Tes tendres années" [Bercy 1995] (live)                         | 14           | 32            |
| 1996 | "Fool For Love (Requiem pour un fou)" (duett med Michael Bolton) | 12           | 12            |
| 1996 | "La ville des âmes en peine"                                     | 12           | –             |
| 1998 | "Ce que je sais"                                                 | 9            | 16            |
| 1998 | "Debout"                                                         | 58           | –             |
| 1998 | "Allumer le feu"                                                 | 39           | –             |
| 1998 | "Seul"                                                           | 32           | –             |
| 1999 | "Requiem pour un fou" (duett med Lara Fabian                     | 8            | 11            |
| 1999 | "Vivre pour le meilleur"                                         | 2            | 2             |
| 1999 | "Un jour viendra"                                                | 6            | 5             |
| 1999 | "Sang pour sang"                                                 | 9            | 12            |
| 2000 | "Partie de cartes"                                               | 13           | 34            |
| 2000 | "Pardon"                                                         | 9            | 28            |
| 2000 | "Viens danser le twist"                                          | 40           | –             |
| 2000 | "Les mauvais garçons"                                            | 35           | –             |
| 2000 | "Que je t'aime"                                                  | 34           | –             |
| 2000 | "Ô Carole"                                                       | 38           | –             |
| 2000 | "Excuse-moi partenaire"                                          | 46           | –             |
| 2000 | "Noir c'est noir"                                                | 47           | –             |
| 2000 | "Serre la main d'un fou"                                         | 45           | –             |
| 2000 | "Douce violence"                                                 | 41           | –             |
| 2000 | "Da dou ron ron"                                                 | 37           | –             |
| 2000 | "Quand revient la nuit"                                          | 29           | –             |
| 2000 | "Quelques cris"                                                  | 11           | 35            |
| 2001 | "Pauvres diables (vous les femmes)"                              | 17           | 14            |
| 2001 | "On a tous besoin d'amour" (duett med Clémence)                  | 4            | 3             |
| 2002 | "Tous ensemble"                                                  | 1            | 11            |
| 2002 | "Marie"                                                          | 1            | 2             |
| 2003 | "Ne reviens pas"                                                 | 8            | 20            |
| 2003 | "L'instinct"                                                     | 9            | 17            |
| 2003 | "Je n'ai jamais pleuré"                                          | 4            | 4             |
| 2004 | "Tout au bout de nos peines" (duett med Isabelle Boulay)         | 8            | 7             |
| 2005 | "Ma religion dans son regard"                                    | 2            | 2             |
| 2005 | "Mon plus beau Noël"                                             | 1            | 2             |
| 2006 | "Le temps passe) (med Ministere Amer feat. Doc Gyneco)           | 4            | 9             |
| 2006 | "La paix"                                                        | 16           | 2 (Ultratip)  |
| 2006 | "La loi du silence"                                              | 1            | 5             |
| 2006 | "La quête"                                                       | 6            | 7             |
| 2007 | "Partie de cartes"                                               | 2            | –             |
| 2008 | "Ça n'finira jamais"                                             | 1            | 12            |
| 2008 | "Si mon cœur"                                                    | –            | 9 (Ultratip)  |
| 2010 | "Et maintenant... (Tour 66)" (live)                              | 3            |               |
| 2011 | "Jamais seul"                                                    | –            | 6 (Ultratip)  |
| 2011 | "Je viendrai te chercher" (duo with Patrick Fiori)               | –            | 17 (Ultratip) |
| 2011 | "La douceur de vivre"                                            | 64           | 30            |
| 2011 | "Guitar Hero"                                                    | –            | 22 (Ultratip) |
| 2012 | "Autoportrait"                                                   | 23           | –             |
| 2012 | "L'envie"                                                        | 116          | –             |
| 2012 | "L'attente"                                                      | 26           | 13            |
| 2013 | "20 ans"                                                         | 38           | 10 (Ultratip) |
| 2013 | "Un jour l'amour te trouvera"                                    | 90           | –             |
| 2014 | "Derrière l'amour"                                               | 129          | 10 (Ultratip) |
| 2014 | "Regarde-nous"                                                   | 14           | 41            |
| 2014 | "Seul"                                                           | 13           | 32            |
| 2014 | "Rester vivant"                                                  | 148          | –             |
| 2014 | "Te manquer"                                                     | 179          | –             |
| 2015 | "De l'amour"                                                     | 36           | 31            |